# Kamieniec (powiat siedlecki)
Kamieniec – wieś w Polsce położona w województwie mazowieckim, w powiecie siedleckim, w gminie Wodynie. Ma status sołectwa.
Wierni Kościoła rzymskokatolickiego należą do parafii Świętych Apostołów Piotra i Pawła w Wodyniach.
Wieś szlachecka  położona była w drugiej połowie XVI wieku w powiecie garwolińskim  ziemi czerskiej województwa mazowieckiego. W latach 1975–1998 miejscowość należała administracyjnie do województwa siedleckiego.
We wsi znajduje się XIX wieczny zespół dworski.
18 maja 1944 wieś spacyfikowały oddziały niemieckie. Niemcy rozstrzelali 5 osób, wiele wywieźli na roboty przymusowe. Kilka gospodarstw zostało spalonych.
W miejscowości znajduje się jednostka ochotniczej straży pożarnej. Jest to jednostka typu M, czyli nie posiadająca samochodu, a jedynie motopompę wożoną na pojeździe zastępczym.